# 切萨尔托
切萨尔托（義大利語：Cessalto），是意大利威尼托大区特雷维索省的一个市镇。总面积28.19平方公里，人口3785人，人口密度134.3人/平方公里（2009年）。国家统计（ISTAT）代码为026015。